# Dick Schoof
Hendrikus Wilhelmus Maria "Dick" Schoof (Santpoort, Holanda del Nord, 8 de març de 1957) és un funcionari i polític holandès que exerceix com a primer ministre dels Països Baixos després de ser nomenat durant la formació del govern 2023-2024.

## Biografia
Schoof va exercir, en els successius governs de coalició encapçalats per Mark Rutte del Partit Popular per la Llibertat i la Democràcia (VVD), com a Coordinador Nacional de Seguretat i Antiterrorisme del 2013 al 2018, succeint Erik Akerboom, director general del Servei General d'Intel·ligència i Seguretat del 2018 al 2020 quan fou nomenat secretari general del Ministeri de Justícia i Seguretat, càrrec que ocupà fins al 2024.
Schoof va ser militant de base del Partit del Treball (PvdA) durant més de 30 anys fins que va deixar el partit a principis del 2021, dient que ja no se sentia alineat amb les seves opinions.

### Primer ministre
El Partit per la Llibertat (PVV) va guanyar 37 de 150 escons a la Cambra de Representants a les eleccions legislatives neerlandeses de 2023. Després de mesos de negociacions, els líders del PVV, el Partit Popular per la Llibertat i la Democràcia (VVD), el centrista Nou Contracte Social (NSC) i el Moviment Ciutadans-Pagesos (BBB) van renunciar a càrrecs ministerials i van acceptar tenir un primer ministre no estigui vinculat a cap dels partits de govern en un govern tecnocràtic. El 2 de juliol de 2024, Schoof va jurar com a primer ministre dels Països Baixos succeint a Mark Rutte amb un govern de coalició  de PVV, VVD, NSC i BBB.
L'acord de coalició va incloure plans per emetre un instrument legal per suspendre disposicions de la Llei d'estrangeria i introduir immediatament una Llei de crisi d'asil, acordant que no es tramitarien noves sol·licituds d'asil i que es revocaria la Llei de dispersió.
El PVV va abandonar el govern el 3 de juny per les disputes sobre la posició del govern sobre l'asil i el primer ministre Dick Schoof va anunciar la seva dimissió i la convocatòria d'unes noves eleccions.

## Vida personal
Schoof viu a Zoetermeer amb la seva parella. Schoof i la seva ex-dona, Yolanda Senf, van adoptar dues nenes de la Xina. Practica la marató, havent-ne completat la primera el 1987, i la seva divuitena el 2024. El hermà gran de Schoof, Nico Schoof, ha estat batlle a les poblacions d'Akersloot, Limmen, Heiloo i Alphen aan den Rijn pel partit Demòcrates 66. Schoof és catòlic.